# Appeville
Appeville és un municipi francès situat al departament de la Manche i a la regió de Normandia. L'any 2007 tenia 211 habitants.

## Demografia

### Població
El 2007 la població de fet d'Appeville era de 211 persones. Hi havia 88 famílies de les quals 20 eren unipersonals (12 homes vivint sols i 8 dones vivint soles), 36 parelles sense fills, 28 parelles amb fills i 4 famílies monoparentals amb fills.
La població ha evolucionat segons el següent gràfic:
Habitants censats

### Habitatges
El 2007 hi havia 118 habitatges, 87 eren l'habitatge principal de la família, 27 eren segones residències i 4 estaven desocupats. Tots els 118 habitatges eren cases. Dels 87 habitatges principals, 77 estaven ocupats pels seus propietaris i 10 estaven llogats i ocupats pels llogaters; 1 tenia una cambra, 10 en tenien tres, 18 en tenien quatre i 57 en tenien cinc o més. 73 habitatges disposaven pel capbaix d'una plaça de pàrquing. A 30 habitatges hi havia un automòbil i a 52 n'hi havia dos o més.

### Piràmide de població
La piràmide de població per edats i sexe el 2009 era:
| Homes | Edats   | Dones |
| ----- | ------- | ----- |
| 0     | 95 o +  | 0     |
| 0     | 90 a 94 | 0     |
| 0     | 85 a 89 | 4     |
| 0     | 80 a 84 | 0     |
| 0     | 75 a 79 | 0     |
| 4     | 70 a 74 | 4     |
| 24    | 65 a 69 | 4     |
| 12    | 60 a 64 | 24    |
| 12    | 55 a 59 | 4     |
| 12    | 50 a 54 | 8     |
| 4     | 45 a 49 | 12    |
| 8     | 40 a 44 | 4     |
| 8     | 35 a 39 | 4     |
| 0     | 30 a 34 | 8     |
| 8     | 25 a 29 | 0     |
| 8     | 20 a 24 | 4     |
| 0     | 15 a 19 | 12    |
| 12    | 10 a 14 | 12    |
| 4     | 5 a 9   | 0     |
| 4     | 0 a 4   | 4     |

## Economia
El 2007 la població en edat de treballar era de 133 persones, 82 eren actives i 51 eren inactives. De les 82 persones actives 77 estaven ocupades (41 homes i 36 dones) i 5 estaven aturades (2 homes i 3 dones). De les 51 persones inactives 27 estaven jubilades, 10 estaven estudiant i 14 estaven classificades com a «altres inactius».

### Ingressos
El 2009 a Appeville hi havia 89 unitats fiscals que integraven 220 persones, la mediana anual d'ingressos fiscals per persona era de 14.154 €.

### Activitats econòmiques
Els 2 establiments que hi havia el 2007 eren d'empreses de comerç i reparació d'automòbils.
L'any 2000 a Appeville hi havia 19 explotacions agrícoles que ocupaven un total de 592 hectàrees.

## Equipaments sanitaris i escolars
El 2009 hi havia una escola elemental integrada dins d'un grup escolar amb les comunes properes formant una escola dispersa.

## Poblacions més properes
El següent diagrama mostra les poblacions més properes.